# Lipstick Prince (programa chino)
Lipstick Prince (chino simplificado: 口红王子), es un programa chino transmitido del 4 de septiembre del 2018 hasta ahora, a través de QQLive.
En octubre del 2019 se anunció que el programa había sido renovado para una segunda temporada, la cual fue estrenada el 29 de octubre del mismo año.

## Formato
El programa presenta a celebridades masculinas que aprenden sobre el maquillaje y aplican las técnicas a las celebridades femeninas que los visitan.

## Elenco

### Miembros
| Artista      | Ocupación                 | N.º de episodios | Duración      |
| ------------ | ------------------------- | ---------------- | ------------- |
| He Jiong     | Presentador de televisión | -                | 2018-presente |
| Mike Angelo  | Actor                     | -                | 2018-presente |
| Qin Fen      | Rapero                    | -                | 2018-presente |
| Dai Jingyao  | Actor                     | -                | 2018-presente |
| Fei Qiming   | Actor                     | -                | 2018-presente |
| Peng Yuchang | Actor / Cantante          | -                | 2019-presente |
| Bi Wenjun    | Cantante                  | -                | 2019-presente |

### Artistas invitados
| Artista               | Ocupación                              | Episodio donde apareció | Duración |
| --------------------- | -------------------------------------- | ----------------------- | -------- |
| Wang Youshuo          | Actor                                  | 3-4                     | 2019     |
| Zhou Yutong           | Actriz                                 | -                       | 2019     |
| Lin Yun               | Actriz                                 | -                       | 2019     |
| Zhang Xueying         | Actriz                                 | -                       | 2019     |
| Sun Qian              | Actriz                                 | 10                      | 2018     |
| He Hongshan           | Actriz                                 | 10                      | 2018     |
| Huang Tingting        | Cantante / Miembro de SNH48            | 10                      | 2018     |
| Han Xue (Cecilia Han) | Cantante                               | 9                       | 2018     |
| Wu Xin (Orfila Wu)    | Actriz                                 | 8                       | 2018     |
| Shen Yue              | Actriz                                 | 7                       | 2018     |
| Yammy (Guo Ying)      | Cantante / Miembro de Rocket Girls 101 | 6                       | 2018     |
| Jinna Fu (Fu Jing)    | Cantante / Miembro de Rocket Girls     | 6                       | 2018     |
| Emma Wu               | Cantante / Miembro de Rocket Girls     | 3                       | 2018     |
| Li Fei Er             | Actriz                                 | 5                       | 2018     |
| Yang Chaoyue          | Cantante                               | 2                       | 2018     |
| Yang Rong             | Actriz                                 | 1                       | 2018     |

## Episodios
La primera temporada del programa estuvo conformada por 10 episodios.

## Producción
El programa también es conocido como "Lipstick Prince China".
El programa es la versión china del programa surcoreano con el mismo nombre "Lipstick Prince".